# Renard
Pour les articles homonymes, voir Renard (homonymie).
« Renarde (animal) » redirige ici. Pour les autres significations, voir Renarde.
Taxons concernés
Famille des canidés
Les genres :
- Atelocynus (renard à petites oreilles)
- Cerdocyon (renard des savanes)
- Dusicyon (renard des Falkland †)
- Otocyon (renard à oreilles de chauve-souris)
- Lycalopex (faux renards)
- Urocyon (renards gris)
- Vulpes (renard roux)modifier

Renard est un terme ambigu qui désigne le plus souvent en français les canidés du genre Vulpes, le plus commun étant le renard roux (Vulpes vulpes). Toutefois, par similitude physique, le terme est aussi employé pour désigner des canidés appartenant à d'autres genres, comme les genres Atelocynus, Cerdocyon, Dusicyon, Otocyon, Lycalopex et Urocyon. Dans la culture populaire, le renard est un personnage symbolique et littéraire qui représente l'intelligence et surtout la ruse.

## Nomenclature et étymologie

### Étymologie
Le substantif masculin,, renard est une antonomase lexicalisée, résultat de l'emploi, comme nom commun, de Renart, nom propre du héros éponyme du Roman de Renart.
Jusqu'à la fin du XVIIe siècle, le renard est encore fréquemment appelé un goupil. Le terme actuel de renard, pour désigner l'animal, n'est autre que le prénom Renart donné au goupil héros du Roman de Renart. Au centre de ce recueil d'histoires imaginaires, Renart le goupil est très rusé et les tours qu'il joue aux autres animaux et aux humains ont rendu le personnage très célèbre (on disait : « malin comme Renart »). De ce fait, son prénom s'est substitué à goupil par éponymie. Sur ce point, voir la symbolique du renard et le renard dans la culture.
Renard a été graphié Renart jusqu'au milieu du XVIe siècle. Le nom propre est tiré d'un anthroponyme francique *Raǥinhard, composé des éléments *raǥin (« conseil ») (cf. Raimbaud, Rainfroy), et *hard (« dur », « fort ») (cf. le suffixe français -ard). Il a pour équivalents les prénoms moyen néerlandais Reynaerd et vieux haut allemand Reginhart (allemand Reinhart).
Quant au terme goupil, il est attesté sous les formes gulpil en 1155, volpil en 1180, golpilz en 1120, gupil en 1121-1134. Il procède du gallo-roman *WULPĪCULU, variante du latin populaire *vŭlpīculus ou du bas latin vulpiculus, dont sont directement issus l'occitan volpìlh et l'ancien italien volpiglio. La forme masculine vulpiculus est une altération du latin classique vulpēcula « petit renard » (qui a donné l'espagnol vulpeja), diminutif de vulpēs « renard » en latin classique, d'où l'italien moderne volpe. Le passage de [v] à [w] en gallo-roman s'explique par l'influence phonétique du francique (peut-être inspirée dans ce cas par le vieux bas francique *wulf « loup »), ensuite [w] se durcit régulièrement en [gʷ], puis se délabialise en [g] en français central et à l'ouest, mais pas dans les dialectes d'oïl septentrionaux (ex. : bas-lorrain, champenois, picard, ancien normand septentrional woupil).
Le latin vulpēs est issu de l'indo-européen commun *(H)ulp-i-, qui est continué par l'avestique urupi « martre » et le lituanien vilpišỹs « chat sauvage », ainsi que par des formes dérivées comme le persan rubâh (روباه) « renard » et le sanskrit lopāśá « chacal ».

### Vocabulaire
Le renard est un canidé. Le renard femelle adulte est la renarde. Le renard juvénile est le renardeau.
- Le renard « glapit » (cri bref, peu sonore) et « jappe », aboiement aigu (jappement) en période de rut, qui s'entend très loin.
- Le renard pratique le « mulotage » pour chasser.
- Les excréments du renard sont des « laissées ».

## Physiologie et comportement
Les caractéristiques générales des renards sont celles des Canidés, avec des nuances pour chaque espèce, de même que l'habitat ou les données biologiques et comportementales peuvent varier selon l'espèce et même la sous-espèce : voir les articles détaillés pour plus d'informations sur leur physiologie ou comportement respectifs.
Pour le renard le plus répandu en Eurasie, en Amérique du Nord, en Afrique du Nord et en Australie, voir Renard roux (Vulpes vulpes).

### Noms en français et noms scientifiques correspondants

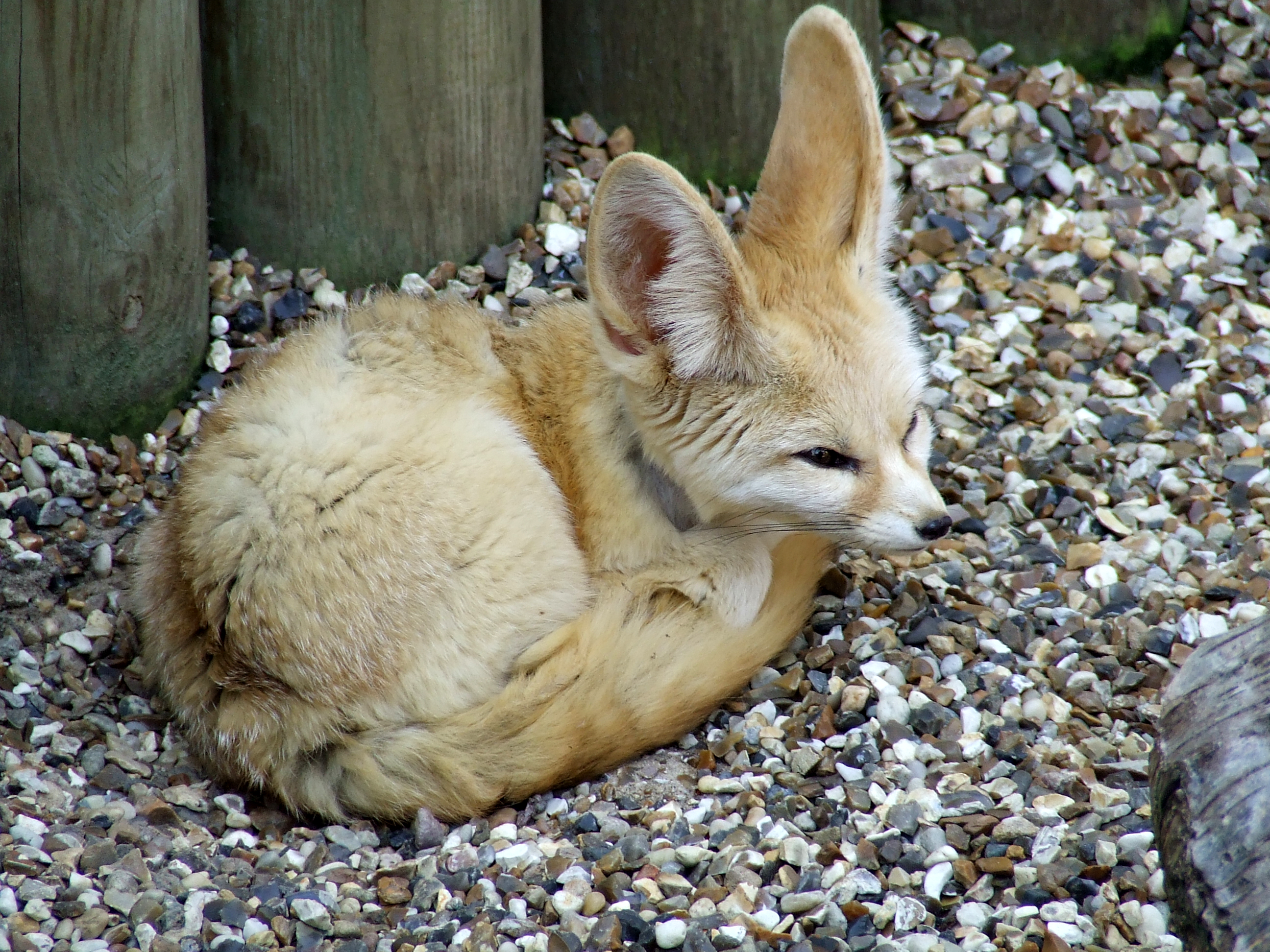
Le ou fennec (Vulpes zerda) est la plus petite espèce de renards et de canidés au monde. Il est présent surtout dans le désert du Sahara.

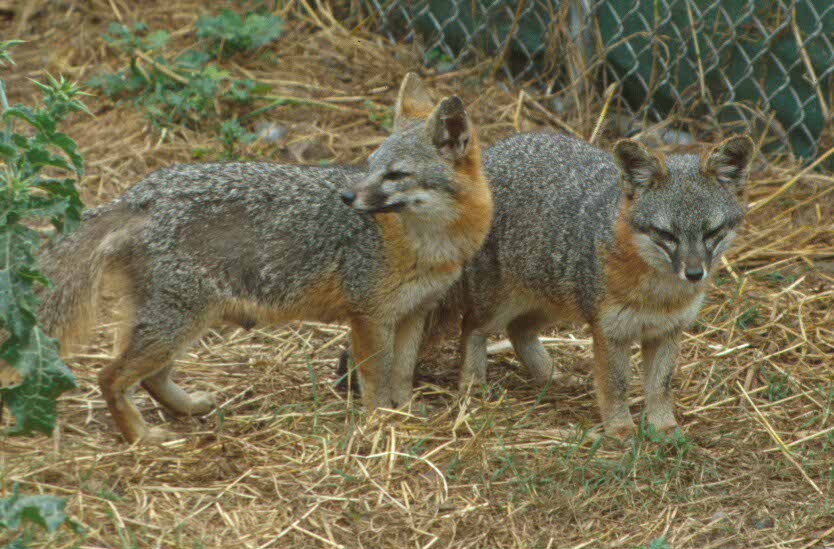
Le renard gris insulaire est une espèce en danger de disparition.

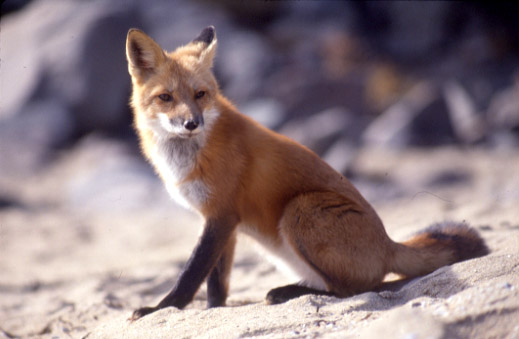
Un renard roux, l'espèce la plus commune.

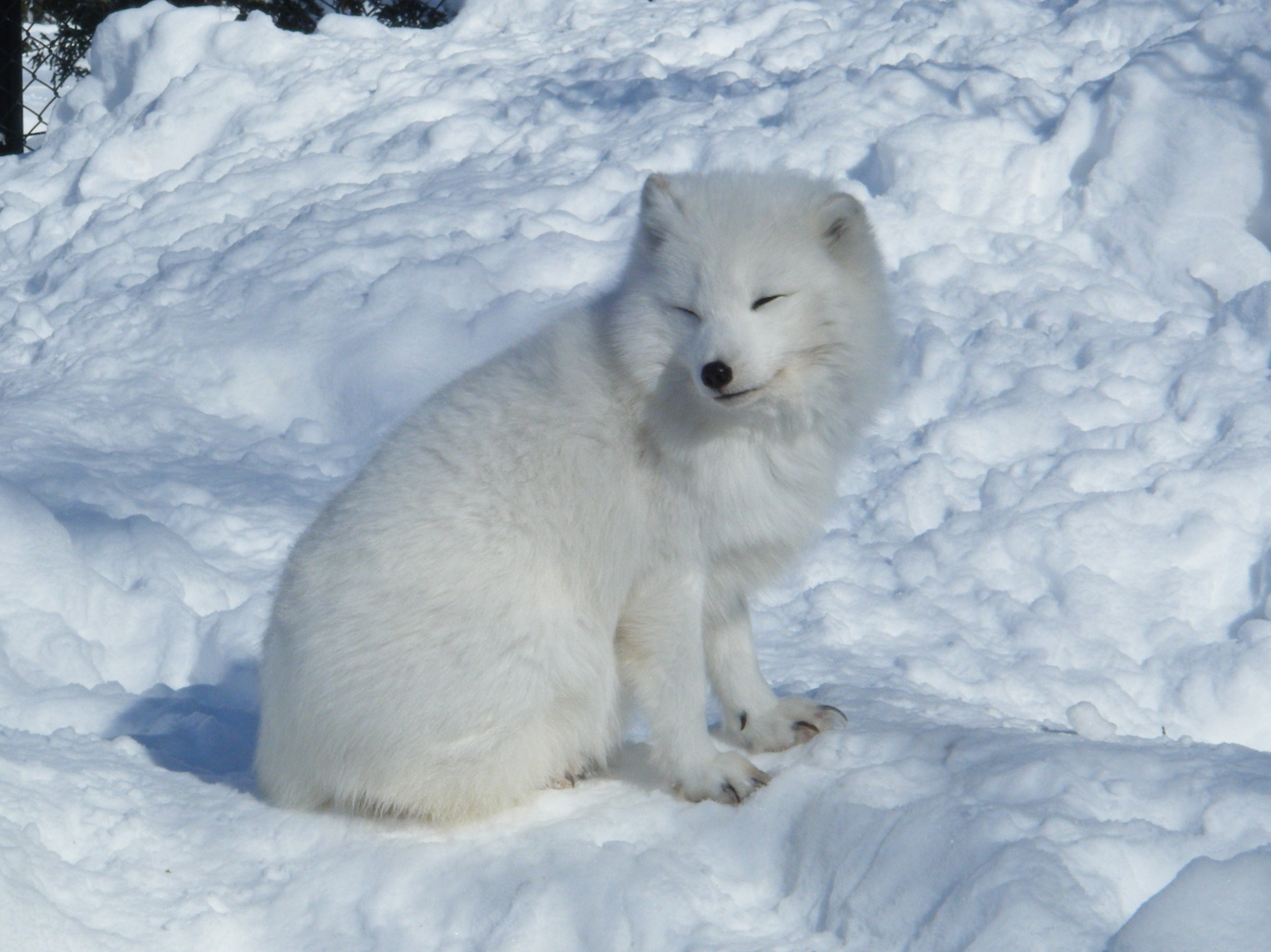
Un renard polaire dans la neige. Il fréquente les régions arctiques.

En français, le terme « renard » se veut exclusif aux espèces composant le genre Vulpes. Toutefois, selon les sources, le terme comporte tous les genres composant la tribu des Vulpini, voire au delà avec des membres plus éloignés, comme les genres Urocyon ou encore  Lycalopex, un genre pourtant bien plus proche du genre Canis que du genre Vulpes. 
Dans les sources les plus récentes, ces autres genres ont tendance à être désignées par d'autres noms, bien souvent par analogies à d'autres animaux comme chez les vulpini Nyctereutes et Otocyon, désignés respectivement sous les noms de "chien viverrin" et "chien oreillard", ou encore par leurs genres respectifs comme Otocyon pour le renard à oreilles de chauve-souris, ou Urocyon pour le renard gris, ou plus rarement par des appellations locales comme "Tanuki" (Nyctereutes) ou "Culpeo" (Lycalopex culpaeus).

Liste alphabétique de noms vernaculaires attestés en français.
Note : certaines espèces ont plusieurs noms et, les classifications évoluant encore, certains noms scientifiques ont peut-être un autre synonyme valide. En gras, l'espèce la plus connue des francophones.
- Renard - souvent les espèces du genre Vulpes[12] et en particulier le renard roux[12]
- renard afghan - voir renard de Blanford
- renard d'Amérique - Lycalopex sp.[12]
- renard d'Amérique latine - Lycalopex sp.[13]
- renard d'Amérique du Sud - Lycalopex sp.[13]
- renard des Andes ou renard andin - Lycalopex culpaeus[13]
- renard arctique - voir renard polaire[14],[12]
- renard d'Azara (ou renard d'Aszara) - Lycalopex gymnocercus[12]
- renard du Bengale - Vulpes bengalensis[15]
- renard blanc - voir renard polaire[16]
- renard de Blanford - Vulpes cana[15]
- renard bleu - voir renard polaire[16]
- renard blond des sables - voir renard pâle[12]
- renard du Brésil - voir renard chenu[12]
- renard du Cap - Vulpes chama
- renard-chaton à longues oreilles - voir renard nain
- renard chenu - Lycalopex vetulus[12]
- renard commun - voir renard roux[14],[16],[12],[15]
- renard corsac - voir renard des steppes[12]
- renard côtier - Lycalopex sechurae[13]
- renard crabier - voir renard des savanes[12],[13],[15]
- renard culpeo - voir renard des Andes[13]
- renard de Darwin - Lycalopex fulvipes
- renard des Falkland - Dusicyon australis †
- renard du désert austral - Lycalopex sechurae[12]
- renard du désert de Sechura - voir renard du désert austral
- renard d'Europe - voir renard roux[13]
- renard famélique - Vulpes rueppellii[12]
- renard à grandes oreilles - voir renard nain[12]
- renard gris - Urocyon sp. et surtout Urocyon cinereoargenteus[14],[13]
- renard gris d'Amérique - Urocyon cinereoargenteus
- renard gris argenté - voir renard gris d'Amérique[12]
- renard gris d'Argentine - Lycalopex griseus[12] et Lycalopex culpaeus[13]
- renard gris insulaire - Urocyon littoralis[12],[13]
- renard du Japon -  Chien viverrin(Anciennement)[17] - Vulpes vulpes japonica (Aujourd'hui).
- renard gris de Patagonie - Lycalopex griseus[12]
- renard isatis - voir renard polaire[12]
- renard insulaire - renard gris insulaire[13]
- renard de Magellan - voir renard des Andes
- renard nain - Vulpes macrotis
- renard à oreilles de chauve-souris - Otocyon megalotis[14],[12],[13]
- renard pâle - Vulpes pallida[12]
- renard de la pampa - Lycalopex gymnocercus[12],[15]
- renard de Patagonie - voir renard gris de Patagonie
- renard à petites oreilles - Atelocynus microtis[12],[13]
- renard polaire - Vulpes lagopus[14],[16],[12]
- renard rouge - voir renard roux
- renard roux - Vulpes vulpes[14],[13]
- renard de Rüppell - voir renard famélique
- renard des sables
- renard des savanes - Cerdocyon thous[14],[13]
- renard des steppes - Vulpes corsac[12]
- renard du Tibet - Vulpes ferrilata
- renard véloce - voir renard nain[13] et Vulpes velox
- renard vulgaire - voir renard roux[13]

## Aspects culturels

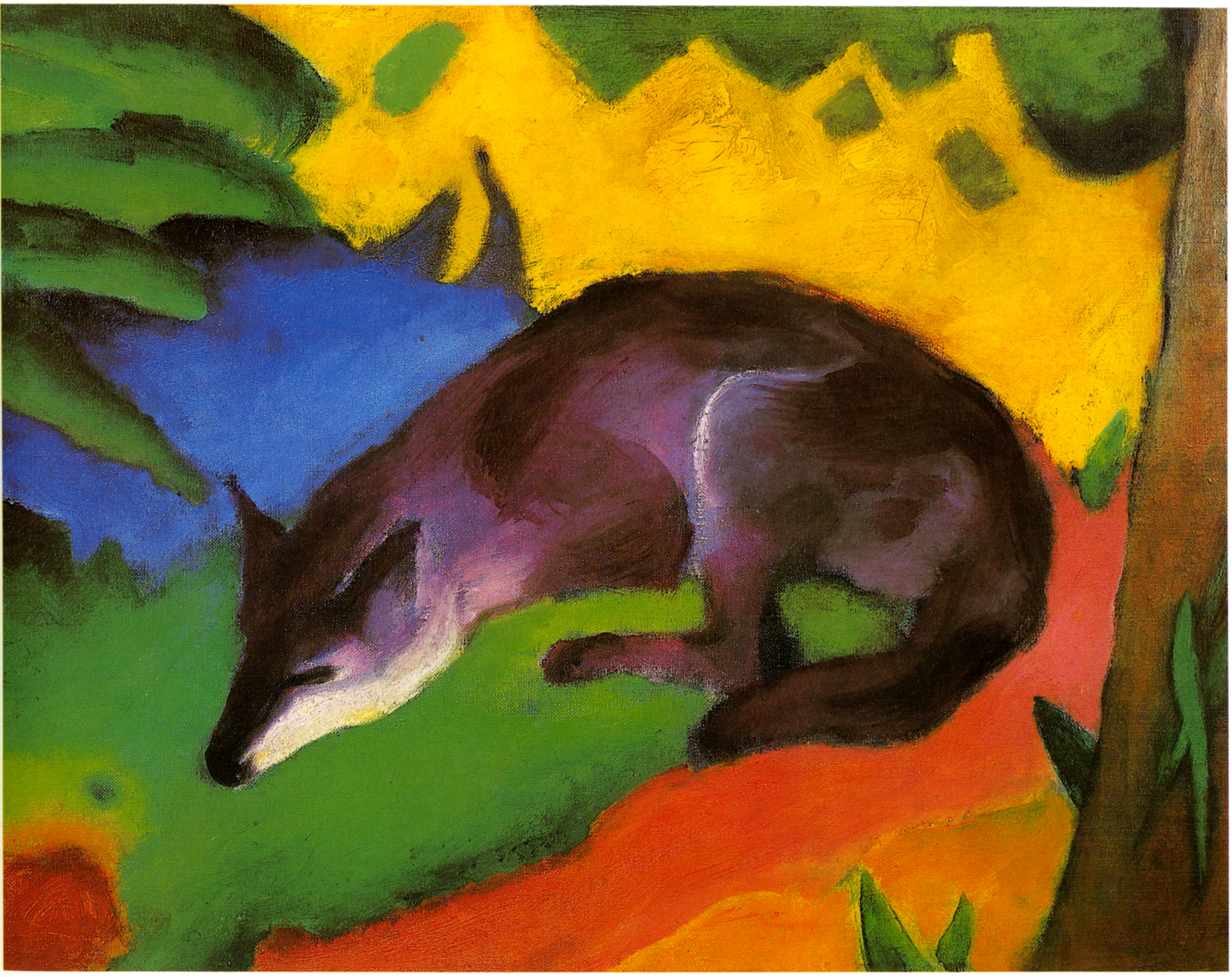
Renard, tableau de Franz Marc, 1911.

Le renard est un personnage littéraire qui a la caractéristique de représenter l'intelligence et la ruse. On peut citer notamment : 
- Le Roman de Renart qui est un ensemble médiéval de récits animaliers écrits en ancien français et en vers dont la première version date du XIIe siècle.
- La fable de Jean de La Fontaine, « Le Corbeau et le Renard », éditée en 1668, inspirée de la fable éponyme d'Ésope.

## Écologie
Cette section devrait être déplacée dans l'article Vulpes.
Pour plus d’informations, se reporter en page de discussion. (décembre 2021)

### Maladies
Les renards sont vecteurs de l'échinococcose alvéolaire, maladie qui peut se révéler mortelle chez l'homme. Cette pathologie se découvre plusieurs années après l'avoir contractée : certaines personnes sont mortes, car on croyait à un cancer du foie[pas clair]. Ces maladies sont transmises par la salive ou les excréments des carnivores porteurs ou par ingestion d'aliments souillés par eux. Néanmoins, un cycle se forme entre rongeurs et renards. Le ver se trouvant dans les excréments du renard et les rongeurs le mangeant, puis le renard mangeant les rongeurs, il y a un cycle naturel. Seuls une vingtaine à une soixantaine de cas sont déplorés chaque année en France. De plus, les chiens et chats non vermifugés peuvent la transmettre. Pour éviter de l'attraper, il faut avoir de l'hygiène[pas clair] dès que l'on est dans la nature ou avec des animaux.
Certains renards font eux-mêmes preuve d'hygiène et d'astuce en sachant se débarrasser de leurs parasites externes : par exemple, il a été observé qu'un renard, après avoir récolté dans sa gueule sans l'ingérer une importante touffe de poils de bouquetins abandonnés en début d'été, se plongeait progressivement dans un lac en commençant par la queue et finissant par le museau, restant ainsi quelque temps parfaitement immergé, de sorte que les parasites migrent vers la touffe qu'il abandonna ensuite.
La rage est une maladie que le renard transmettait autrefois. Une campagne de vaccination par voie orale a permis de s'en débarrasser rapidement en Europe occidentale, si bien qu'elle ne sévit plus en France depuis 1998.

### Rôle écologique
Les renards ont un rôle important dans la régulation des rongeurs en campagne, tels que les campagnols, les mulots, les souris, ou encore les rats. Ils en consomment des milliers chaque année, ce qui en fait des auxiliaires de cultures efficaces pour les agriculteurs, permettant de limiter les dégâts que font ces rongeurs aux récoltes,.
Ils ont également un rôle important dans la lutte contre la maladie de Lyme en consommant les rongeurs sur lesquels vivent les tiques transmetteur de cette maladie, tels les campagnols et les rats taupiers, limitant ainsi le nombre de rongeurs contaminés et réduisant leurs déplacements,.
Le renard et le chat haret qui ont été introduits en Australie contribuent à la disparition de plusieurs espèces dans ce pays :
- Péramèle à long nez de l'est ;
- Potorous longipes ;
- Mastacomys fuscus ;
- Pseudomys novaehollandiae ;
- Burramys parvus ;
- Petrogale penicillata ;
- Chelodina expansa ;
- Léipoa ocellé ;
- Pluvier à camail ;
- Sterne naine.

### Chasse
Les techniques de chasse au renard sont le déterrage (effectué en période de reproduction), la chasse à courre, au fusil, à l'arc ou le piégeage[réf. souhaitée].
Considéré comme espèce susceptible d'occasionner des dégâts (ESOD) en France, entre 600 000 et 1 million d'individus y sont tués chaque année. Les chasseurs reprochent au renard de leur faire concurrence en s'attaquant au petit gibier, tels que le lapin, la perdrix ou le faisan (il serait ainsi la première cause de mortalité du faisan selon la Fédération des chasseurs de la Loire). Réputé pour être un « voleur de poules », il est également accusé par les agriculteurs de s'attaquer aux élevages de volailles en plein air,.
Les défenseurs du renard estiment cependant qu'il ne fait que profiter du « gibier d'élevage » relâché par les chasseurs eux-mêmes, qui constitue alors une proie facile ne sachant pas se défendre dans la nature,. Ils avancent également que la responsabilité du renard dans les attaques que subissent les volailles d'élevage, bien que réelle, est surestimée par rapport à celle d'autres prédateurs comme les rapaces. Le renard serait en outre un opportuniste, qui ne chercherait à s'attaquer qu'aux poulaillers peu protégés. La prédominance des campagnols prairiaux dans leur régime alimentaire en fait des auxiliaires des cultures, la pullulation de ces rongeurs étant responsable de dégâts occasionnés aux productions agricoles et forestières et qui peuvent être chiffrés. Selon les sources, la prédation exercée par un renard sur les campagnols fait économiser 2 400 à 3 000 € par an à l'agriculture, et même 3 800 € en région céréalière.
Comme d'autres prédateurs, c'est également un animal qui s'autorégule : la proportion de femelles gestantes et le nombre de renardeaux par portée s'adaptent selon les ressources et le territoire disponibles. Ses défenseurs estiment donc qu'il est inutile de chercher à réguler sa population par la chasse,.

### Prédateurs
En raison de l'élimination récente et généralisée par l'Homme des grands canidés et des grands félins, les prédateurs du haut de la pyramide alimentaire dans de nombreux écosystèmes terrestres sont maintenant des carnivores de taille moyenne (tels que les lynx ou coyotes en Amérique du Nord).
Or, bien qu'étant un prédateur relativement généraliste, le coyote élimine volontiers ses concurrents prédateurs, et notamment le renard. Il est démontré que l'activité prédatrice du coyote favorise l'abondance des oiseaux chanteurs et même l'abondance de certains rongeurs ainsi que la diversité biologique. Ceci s'explique par le fait qu'ils réduisent les populations de chiens et de chat domestiques ainsi que de renards (ce qui montre au passage l'importance du renard en matière de lutte contre les rongeurs).
La réintroduction ou le confortement de populations de loup gris dans de nombreuses régions d'Amérique du Nord va à nouveau modifier la chaîne d'interactions prédateurs-proies ; une étude basée sur une série chronologique de 30 ans de suivi du loup, du coyote, du renard et de leur abondance relative dans l'état du Minnesota (États-Unis) montre en effet que le retour des loups réduit également (ou supprime parfois) à son tour des populations de coyotes, ce qui redonne au renard sa position de mésoprédateur, et qui pourrait lui permettre d'à nouveau et mieux réduire les pullulations de petits rongeurs.
Ainsi, une prédation plus marquée par les petits prédateurs (renards et mustélidés), et moins marquée par les coyotes (prédateurs de moyenne envergure) grâce à leur contrôle par quelques « grands » prédateurs (loup, cougar, lynx) pourrait être plus semblable au potentiel écologique et à l'écosystème historique qui était en place avant la disparition ou régression du loup du « sommet de la pyramide » (cette situation n'est néanmoins pas comparable à la situation préhistorique où les grands prédateurs étaient non seulement plus nombreux mais aussi beaucoup plus grands et plus puissants que le loup (Lion d'Amérique, Tigre à dents de sabre, Ours à face courte…), même après trois ères glaciaires et au début de l'actuel inter-glaciaire. La « déstructuration » ou la « restructuration » des communautés de prédateurs en raison de la perte ou de la restauration des populations de moyens et/ou grands prédateurs est susceptible de modifier le spectre de taille des proies consommées massivement, avec des implications importantes, directes et indirectes, pour la biodiversité et la santé humaine,.